# وولا سوخوژبرسکا
وولا سوخوژبرسکا (به لاتین: Wola Suchożebrska) یک روستا در لهستان است که در گمینا سوخوژبره واقع شده‌است.